# Symphonie no 7 de Rautavaara
Angel of Light
Pour les articles homonymes, voir Symphonie no 7.
La Symphonie no 7, sous-titrée Angel of Light (Ange de lumière) a été écrite par le compositeur finlandais Einojuhani Rautavaara en 1994. Elle a été connue à l'origine sous le nom de « Bloomington Symphony » car elle a été commandée pour célébrer le 25e anniversaire de la fondation de l'Orchestre symphonique de Bloomington (Indiana).
Elle a été créée par cet ensemble en 1994. La symphonie a obtenu une grande popularité pour sa profonde spiritualité. Le premier enregistrement par Leif Segerstam a remporté une nomination aux Grammy Awards.

## Mouvements
La symphonie comprend quatre mouvements:
1. Tranquillo (~12 min)
2. Molto allegro (~6 min)
3. Come un sogno (~10 min)
4. Pesante - Cantabile (~10 min)

## Orchestration
| Instrumentation de la septième symphonie                                                        |
| Cordes                                                                                          |
| premiers violons, seconds violons, altos, violoncelles, contrebasses 1 harpe                    |
| Bois                                                                                            |
| 2 flûtes, 2 hautbois, 2 clarinettes en si bémol, 2 bassons                                      |
| Cuivres                                                                                         |
| 4 cors en fa, 3 trompettes en si bémol, 3 trombones, 1 tuba                                     |
| Percussions                                                                                     |
| timbales, cymbales, caisse claire, glockenspiel, xylophone, marimba, vibraphone, toms, tam-tams |

## Enregistrements
| Orchestre                           | Chef           | Label       | Année | Format |
| ----------------------------------- | -------------- | ----------- | ----- | ------ |
| Orchestre philharmonique d'Helsinki | Leif Segerstam | Ondine      | 1995  | CD     |
| Orchestre national royal d'Écosse   | Hannu Koivula  | Naxos       | 2001  | CD     |
| Orchestre symphonique de Lahti      | Osmo Vänskä    | BIS Records |       | CD     |